# 1803 Zwicky
1803 Zwicky è un asteroide della fascia principale. Scoperto nel 1967, presenta un'orbita caratterizzata da un semiasse maggiore pari a 2,3485142 UA e da un'eccentricità di 0,2490431, inclinata di 21,56318° rispetto all'eclittica.
Fa parte della famiglia di asteroidi Focea.
L'asteroide è dedicato all'astronomo svizzero Fritz Zwicky.